# 八卦鏡

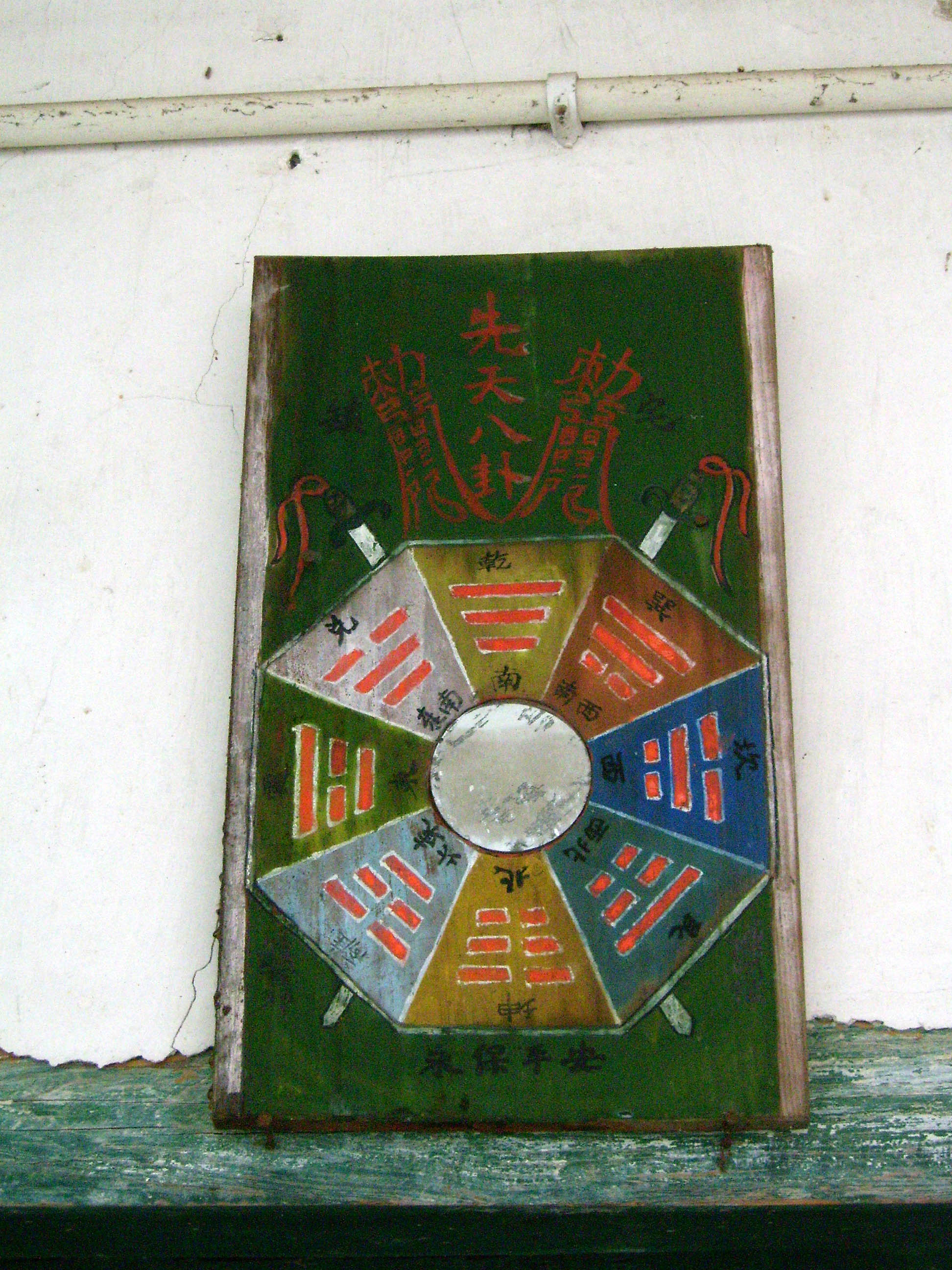
八卦鏡

八卦鏡，是風水法器，掛於大門外門楣上或陽台上的一面有八卦的鏡，風水上認為有化煞納福功能。八卦鏡有八邊形，代表八個方位東、南、西、北及東北、東南、西南、西北方。

## 种类
八卦镜分为三种：凹面镜、凸面镜、平面镜。不同镜子在风水上有不同用法。

### 凹镜
凹面镜可以把凶煞吸收化解掉。

### 凸面镜、平面镜
凸面镜、平面镜的作用都是反射凶煞。

## 八卦構造
八卦起源自伏羲氏。八卦鏡分別刻有：乾、坤、震、巽、坎、離、艮、兌等八個卦象，代表天、地、雷、風、水、火、山、澤等八個自然現象。